# Vețca
Vețca (Hongaars: Székelyvécke, in de volksmond kortweg Vécke) is een comună in het district Mureş, Transsylvanië, Roemenië. Het is opgebouwd uit drie dorpen, namelijk:
- Jacodu (Magyarzsákod, 334 inwoners, 239 Szekler-Hongaren)
- Sălaşuri (Székelyszállás, 138 inwoners, 116 Szekler-Hongaren)
- Veţca (Székelyvécke, 420 inwoners, 402 Szekler-Hongaren)

## Geschiedenis
Het maakte deel uit van de regio Szeklerland in de historische provincie Transsylvanië. Tot in 1918 was het een deel van het comitaat Udvarhely van Koninkrijk Hongarije. Het werd een deel van Roemenië na het Verdrag van Trianon uit 1920. Onder het Roemeense regiem werd de gemeente overgeheveld van Udvarhely naar het district Mures.

## Demografie
In 2002 telde de comună zo'n 862 inwoners, in 2007 waren dit er nog 808. Dat is een daling met 54 inwoners (-6,3%) in vijf jaar tijd. Vețca heeft een absolute Szeklers-Hongaarse bevolkingsmeerderheid. Van de 862 inwoners die het telde in 2002 waren er volgens de volkstelling zo'n 785 (91,1%) Hongaren, 64 (7,4%) Roma en 13 (1,5%) Roemenen.